# Typecho
Typecho是一个基于PHP的开源博客程序。它使用多种数据库（MySQL、PostgreSQL、SQLite、MariaDB）储存数据，在GPLv2许可证下发行。

## 名称来历
这个名字来源于团队内部的头脑风暴：Type，有打字的意思；Echo，意思是回声、反馈、共鸣，也是PHP里最常见、最重要的函数。将这两个词合并在一起，就有了Typecho。
Type，有打字的意思，博客这个东西，正是一个让我们通过打字，在网络上表达自己的平台。Echo，意思是回声、反馈、共鸣，也是PHP里最常见、最重要的函数，相信大部分PHP爱好者都是从echo 'Hello,world!':开始自己的PHP编程之路的。
Typecho 是由两个单词 type 和 echo 组成的，在发音的时候也发这两个音/taɪpˌ'ekoʊ/。

## 发展历史
Typecho的前身是开源博客程序Magike，由Typecho项目的发起人JoyQi(70)开发。该团队的最初形成，是在WordCamp china的活动上，后来有更多成员加入了这个项目，之后改名为Typecho。
团队成员来自天南地北，通过邮件、IM沟通并制订开发计划，利用工作之余的闲暇时间完成开发工作。而实际上，当前许多的代码更改不再来源于Typecho开发团队，而来源于Typecho爱好者们于GitHub上提交的PR，这让开发版的稳定性甚至优于发行版。

## 特性

### 扩展
Typecho的程序设计逻辑与WordPress相似，它通过插件与模板机制对程序进行扩展。它们可以在不更改博客内容和Typecho核心部分时，修改博客的界面和功能。同时Typecho使用独特的模块化架构，这使得扩展十分便利。

### Markdown
Typecho使用的是Markdown语法，通过HyperDown（页面存档备份，存于）解析器进行解析。Markdown是一种轻量级标记语言，它允许人们使用易读易写的纯文本格式编写文档，这也是当下大多数博客程序所采用的编辑器语法。

### 简洁
Typecho的程序本体不到400KB，而它的数据表在不包括扩展生成的数据表时仅7张。整站只需几个接口，通过静态继承快速传递参数，插件越多，功能只会越强大，对速度影响却微乎其微。

### 自适应
Typecho的默认模板和后台，全部采用了响应式设计。所以Typecho的大多数自制模板，都采用了自适应设计。

## 版本
Typecho最早可下载的版本是0.3 (8.12.30)，括号内的数字即代表发布日期，如0.3 (8.12.30)的发布时间为2008年12月30日。截止2018年8月19日，Typecho的最新正式版为1.1(17.10.30)，最新开发版为1.2(18.1.29)。正式版可在官方网站下载，开发版可在官方网站和Github上下载。
1.0及以前的版本为旧版，存在安全漏洞，除非特殊需要否则请不要下载。它们可以在 Google Code 存档页面下载。
| 版本号         | Status  | 发布时间   | 详情 |
| -------------- | ------- | ---------- | --- |
| 0.3 (8.12.30)  | release | 2008-12-30 | 基于Magike打造的第一个版本 |
| 0.4 (9.1.21)   | release | 2009-01-21 | 由于官方博客文章丢失，暂不知晓 |
| 0.5 (9.3.13)   | release | 2009-03-13 | 1. 一些细小的改变：更加方便的升级，一些操作细节的改进，日期操作的改进，删除功能的确认； 2. 上一个版本已经发现的bug修正； 3. 所见即所得编辑器的加入； 4. 安装程序的优化。 |
| 0.6 (9.6.1)    | release | 2009-06-01 | 除了修正了beta版本的bug外，还增加了堆楼的功能 |
| 0.7 (9.10.31)  | release | 2009-10-31 | 1. 对系统进行调整，优化了效率，修正了若干bug 2. 系统默认皮肤改进 3. 评论：增加评论分页功能、评论修改功能 4. 附件：增加附件替换功能，改进附件列表 5. 增加用户注册功能 6. 修正静态链接启用方法 7. 增加插件版本依赖检测 8. 增加按作者归档 9. 增加自动保存功能 10. 后台内容管理页面链接调整，归档更加方便 |
| 0.8 (10.8.15)  | release | 2010-08-15 | 修正了一些由热心网友发现的bug，增加了一些插件接口，增加了模板选项（设置） |
| 0.9 (13.12.12) | release | 2013-12-12 | 1. 修正了0.8以来的大量bug 2. 新的安装程序支持BAE, SAE, GAE 自动安装 3. 完全重构了后台，自适应手持设备 4. 原生支持Markdown编辑器，实时预览 5. 支持自定义字段 6. 支持自定义独立页面和分类页面链接样式                                                                                                   |
| 0.9 (14.5.25)  | release | 2014-05-25 | 与乌云网合作，修复了一些安全漏洞和bug，并增加了多级分类支持、上传文件多选、对多语言的支持等。 |
| 1.0 (14.10.9)  | release | 2014-10-09 | 与乌云网合作，修复了一些安全漏洞和bug，并增加了多级分类支持、上传文件多选、对多语言的支持等。 |
| 1.0 (14.10.10) | release | 2014-10-10 | 上一个版本的修正版，修正了用户在升级后出现网站访问错误的情况，并带来了一个新的可降低垃圾评论的数量的feature |
| 1.1 (17.10.24) | release | 2017-10-24 | 1. 做了大量的易用性修复 2. 修复两个高危的漏洞(XMLRPC的和安装文件的) 3. 新增了备份功能 4. 新增了若干的插件钩子和特性 5. 修正了上一个版本以来的大量错误 6. 新增了Mysqli适配器 7. 增加夏令时支持 8. 修正了反垃圾的措施 9. PHP最低要求提升至PHP5.4                                                        |
| 1.1 (17.10.30) | release | 2017-10-30 | 除上述以外，还包括 1. 替换了 Markdown 解析引擎，保证预览与实际效果严格一致 2. 在升级之前加入了自动安全检查机制 3. 修正了一个时区的错误 |
| 1.2.0          | release | 2022-04-01 | 1. 新的编辑器实时预览自动跟随效果，以及主题内预览功能 2. 后台界面对移动端的适配 3. 新的安装程序 4. 进入 PHP 7.2 时代，以及对 PHP 8 的更好支持 5. 对容器化的更好支持 |
| 1.2.1          | release | 2023-06-05 | 1.对 PHP 8.1 的更多支持 2.对 MySQL 的 SSL 支持 3.修复XSS 漏洞 |

### 衍生版本
HPTypecho：Typecho的高性能版本